# 原田泰造
原田泰造（日语：／ Harada Taizō，1970年3月24日—），日本男性搞笑藝人、主持人、演員。出身於東京都東村山市。搞笑組合海王星成員，裝傻擔當，搭檔有名倉潤和堀內健。所屬經紀公司是渡邊娛樂。
除了諧星的本業之外，演出了多部電視劇和電影，尤以在2008年NHK大河劇《篤姬》中飾演大久保利通最為著名。

## 演出作品

### 動畫電影
- 迷宮的栞（2026年1月） - 小森[1]